# Ančka Gošnik Godec
Ančka Gošnik Godec [ánčka góšnik gódəc], slovenska ilustratorka, * 5. junij 1927, Celje, † 15. marec 2025.

## Življenje
Ančka Gošnik Godec se je rodila v družino šestih otrok, mami, ki je plesala čačača in očetu, ki je bil po poklicu pleskar, soboslikar, črkoslikar in je znal tudi lepo risati. Osnovno šolo je obiskovala v Celju. Med 2. svetovno vojno so jo zaradi prepevanja slovenskih pesmi začasno izključili iz meščanske šole, kar pa je ni oviralo pri nadaljnjem šolanju, ki ga je do leta 1944 nadaljevala na šoli za oblikovanje v avstrijski ljubljani.
Takoj po vojni je odšla v Ljubljano in se zaposlila v tiskarni Ljudska pravica, kjer je delala v risalnici – litografiji.
Leta 1948 je bila sprejeta na Akademijo za likovno umetnost, ki jo je nekaj let kasneje uspešno zaključila.
Že takrat je sodelovala pri revijah Pionir, Ciciban, Pionirski list in Kurirček, kamor je prispevala številne ilustracije tudi kasneje. Kmalu se je posvetila ilustriranju knjig in s svojimi ilustracijami obogatila marsikatere pravljice. Pogosto je sodelovala s pisateljico Elo Peroci, za katero je ilustrirala knjige Muca Copatarica, Za lahko noč in druge. Proslavila se je tudi z ilustracijami mnogih ljudskih pravljic, ki so bile z njenimi ilustracijami prevedene v mnoge svetovne jezike.
Poročena je bila z upravnim pravnikom Rupkom Godcem, tudi mladinskim avtorjem, njuna hči pa je ilustratorka Jelka Godec Schmidt.

## Priznanja

### Nagrade
- Levstikova nagrada - 1960 in 1964
- zlato pero Beograda
- Smrekarjeva nagrada za življenjsko delo - 1997
- Levstikova nagrada za življenjsko delo - 2001
- priznanje Mednarodne zveze za mladinsko književnost (IBI) - 2002
- Jakopičeva nagrada za življenjsko delo - 2024